# Stadtteilarchiv Ottensen
Das Stadtteilarchiv Ottensen in Hamburg ist ein Regionalarchiv und eine Geschichtswerkstatt mit Arbeitsschwerpunkt Hamburg-Altona. Das Stadtteilarchiv beherbergt als museale Dauerausstellung außerdem die ehemalige Drahtstiftefabrik Feldtmann, in deren Räumlichkeiten sich das Archiv seit 1987 größtenteils befindet.

## Schwerpunktthemen und Sammelgebiet
Regionaler Fokus des Archivs liegt auf den Stadtteilen Ottensen, Bahrenfeld, Altona-Altstadt und -Nord sowie allgemeiner auf dem gesamten Hamburger Bezirk Altona.
Das Archiv besteht zu großen Teilen aus eigener Sammeltätigkeit, zum anderen aus Schenkungen und Übernahmen von privaten Sammlungen und kleineren Archiven. Thematisch konzentriert es sich um folgende Themenkreise:
- Stadtteilgeschichte Altona-Ottensen
- Industriegeschichte
- Arbeiterbewegung
- Nationalsozialismus
- Nachkriegsgeschichte
- Frauen- und Geschlechtergeschichte
- Umweltgeschichte
- Jüdische Geschichte
- Sanierung und Stadtplanung ab 1970 ab 1980
- Umstrukturierung
- Fabrikumnutzung
- Architektur
- Geschichte der Bürgerproteste
- Migration
- Firmengeschichte
- Kindheit
- Schule
- Geschichtswissenschaft
- Oral History[3]

## Gebäude
Das Archiv im engeren Sinne mit der Bibliothek teilt sich hier die Räume mit der Dauerausstellung im Hinterhof der Zeißstraße 28. Diese Dauerausstellung zur Geschichte der Drahtstiftefabrik Feldtmann und des umliegenden Osterkirchenviertels kann zu den Öffnungszeiten besucht werden. In dem denkmalgeschützten Ensemble der ehemaligen Drahtstiftefabrik sind die Spuren der früheren Nutzung erhalten geblieben. Mehr noch: der Produktionsprozess vom Draht zum maschinell erzeugten Nagel kann hier durch Vorführung der verbliebenen Maschinen, nachvollzogen werden. Auch die Betriebsschlosserei mit Transmissionsantrieb ist funktionsfähig und kann ebenfalls in Betrieb gezeigt werden.
Das Kesselhaus im zweiten Hinterhof verfügt zusätzlich über Ausstellungs- und Lagerräume. Die Adresse des zum Stadtteilarchiv gehörigen Kesselhauses lautet Hohenesch 13, auch wenn das Gebäude nur über die Zeißstraße 28 zugänglich ist.

## Internationale Verbindungen
Seit 1991 gab und gibt es einen regelmäßigen Austausch mit Stadtteilarchiven und Geschichtswerkstätten in Hirano-ku in Osaka (Japan), Mukojima in Tokio (Japan), seit 2001 mit dem Archiv Vivo im Stadtteil El Cabanyal der spanischen Mittelmeermetropole Valéncia und seit 2011 auch mit der bei der Tsunamikatastrophe in Ostjapan vom 11. März 2011 zerstörten Stadt Rikuzentakata in der Präfektur Iwate.

## Publikationen (Auswahl)
- Anne Frühauf, Helmut Krumm, Gerd Riehm: Der Zug ist abgefahren! Eine kritische Betrachtung der Altonaer Eisenbahngeschichte. Hrsg.: Stadtteilarchiv Ottensen. 1. Auflage. Hamburg 2023, ISBN 978-3-9808925-9-9.
- Stadtteilarchiv Ottensen (Hrsg.): Max Brauer. Die Altonaer Jahre. 1. Auflage. Hamburg 2022, ISBN 978-3-86408-293-1.
- Anne Frühauf, Helmut Krumm, Gerd Riehm, Burkhart Springstubbe: Investors First! vom veränderten Umgang mit unserem industriellen Erbe in Ottensen und Altona. Hrsg.: Stadtteilarchiv Ottensen. 1. Auflage. Hamburg 2019, ISBN 978-3-9808925-8-2 (Inhaltsverzeichnis, Homepage [PDF]).
- Gunter Demnig: Stolpersteine: Materialien für Jugendliche. Hrsg.: Stadtteilarchiv Ottensen. Hamburg 2017 (Volltext [PDF]).
- Brigitte Abramowski, Anne Frühauf, Birgit Gewehr et al.: Mitten durch Ottensen: die Bahrenfelder Straße; Geschichte und Geschichten einer Straße. Hrsg.: Stadtteilarchiv Ottensen. Hamburg-Altona 2015, ISBN 978-3-9808925-7-5.
- Brigitte Abramowski, Birgit Gewehr, Gerd Riehm et al.: "Achtung! Zug fährt ab.": Eisenbahngeschichte in Altona und Ottensen; Arbeitsalltag, Nachbarschaft, Umbruch. Hrsg.: Stadtteilarchiv Ottensen. 1. Auflage. Hamburg-Altona 2014, ISBN 978-3-9808925-6-8 (Verlagsmeldung; PDF).
- Brigitte Abramowski, Elisabeth v. Dücker, Birgit Gewehr et al.: Schauplatz Ottensen: Geschichte und Geschichten der Ottenser Plätze. Hrsg.: Stadtteilarchiv Ottensen. 2. Auflage. Hamburg-Altona 2011, ISBN 978-3-9808925-5-1 (Inhaltsverzeichnis [PDF]).
- Birgitte Abramowski, Beatrice Blank, Krista Deppe et al.: Unterwegs in Ottensen: Geschichte und Geschichten von Verkehr und Bewegung. Hrsg.: Stadtteilarchiv Ottensen. Hamburg 2010, ISBN 978-3-9808925-4-4 (Inhaltsverzeichnis [PDF]).
- Brigitte Abramowski, Birgit Gewehr, Ulla Hinnenberg et al.: Lokalgeschichte Ottensen: Geschichte und Geschichten von Restaurants, Kneipen, Tanzhäusern und Cafés. Hrsg.: Stadtteilarchiv Ottensen. Hamburg-Altona 2005, ISBN 978-3-9808925-2-0.
- Elisabeth von Dücker, Anne Frühaufm Birgit Gewehr et al.: Der Stuhlmannbrunnen: Sinnbild und Wahrzeichen im Herzen Altonas. Hrsg.: Stadtteilarchiv Ottensen, Stiftung Denkmalpflege Hamburg. 1. Auflage. Dölling und Galitz, Hamburg 2000, ISBN 978-3-933374-72-1.
- Brigitte Abramowski, Elisabeth v. Dücker, Anne Frühauf et al.: Ottenser Hauptstraße: Ottensens Geschichte und Geschichten. Hrsg.: Stadtteilarchiv Ottensen. 4. Auflage. Hamburg-Altona 2006.
- Ulla Hinnenberg: Die Kehille: Geschichte und Geschichten der Altonaer jüdischen Gemeinde: ein Buch über Altona. Hrsg.: Stadtteilarchiv Ottensen (= Stadtbilder). Hamburg-Altona 1996, ISBN 978-3-87166-043-6.
- Brigitte Abramowski, Maria Beimel, Elisabeth v. Dücker et al.: Life stories: Lebenswege in London und Hamburg von 1910 bis heute. Hrsg.: Stadtteilarchiv Ottensen. Hamburg-Altona 1995.
- Ulla Hinnenberg: Der Jüdische Friedhof in Ottensen, 1582–1992: eine Dokumentation. Hrsg.: Stadtteilarchiv Ottensen (= Stadtbilder). Hamburg 1992, ISBN 978-3-87166-039-9.
- Brigitte Abramowski, Jens Behnk, Elisabeth v. Dücker et al.: Von Nägeln mit Köpfen: Fundort Ottensener Drahtstifte-Fabrik. Hrsg.: Stadtteilarchiv Ottensen. Hamburg 1989.
- Brigitte Abramowski, Inge Döll-Krämer, Elisabeth v. Dücker et al.: Die Bahrenfelder Straße; Zur Geschichte einer Straße; Straßengeschichten. Hrsg.: Stadtteilarchiv Ottensen. 2. Auflage. Hamburg 1985, ISBN 978-3-9808925-7-5 (Inhaltsverzeichnis [PDF]).
- Brigitte Abramowski, Gabriele Brockmann, Inge Döll-Krämer et al.: "Ohne uns hätten sie das gar nicht machen können": Nazi-Zeit und Nachkrieg in Altona und Ottensen. Hrsg.: Stadtteilarchiv Ottensen. VSA-Verlag, Hamburg 1985, ISBN 978-3-87975-316-1 (Inhaltsverzeichnis [PDF]).
- Elisabeth von Dücker: Wo die "wilden" Frauen wohnten...: Frauen zeigen, wo's lang geht in Hamburg-Ottensen. Hrsg.: Frauengeschichtsgruppe im Stadtteilarchiv Ottensen. Dr.-Werkstatt Ottensen Geisinger & Meine, Hamburg 1994.
- Ulla Hinnenberg: "Als ich ging nach Ottensen hin...": Gedichte und Dichterworte aus und über Ottensen; ein literarischer Wegweiser. Hrsg.: Stadtteilarchiv Ottensen. Hamburg-Altona 2007, ISBN 978-3-9808925-3-7.
- Ulrike Hoppe, Petra Plambeck, Ingrid Vesper: Was verbindet OttenserInnen mit ihrem Stadtteil? Untersuchung zur altersspezifischen Wahrnehmung eines Ortes. Hrsg.: Stadtteilarchiv Ottensen. Hamburg 1988.
- Inge Appel: Aufgeweckt: Frauenalltag in vier Jahrhunderten; ein Lesebuch. Hrsg.: Frauen-Geschichtsgruppe des Stadtteilarchivs Ottensen e.V. Ergebnisse-Verlag, Hamburg 1988, ISBN 978-3-925622-40-3 (Inhaltsverzeichnis [PDF]).
- Ulrike Hoppe, Petra Plambeck: Erfahrung – Erinnerung – Geschichte: Probleme im Umgang mit lebensgeschichtlichen Interviews. Hrsg.: Stadtteilarchiv Ottensen. Hamburg 1989.
- Kulturbehörde Hamburg (Hrsg.): Kiek mol: Stadtteilrundgänge. Dölling und Galitz, Hamburg 1992, ISBN 978-3-926174-36-9, Die Ottensener Drahtstifte-Fabrik: ein Beitrag zum Erhalt von Industriekultur und Stadtteilgeschichte.
- Jutta Müller: "In Ottensen habe ich 75 Jahre gelebt...": Frau Hagebuch erzählt. Hrsg.: Stadtteilarchiv Ottensen. Staatliche Landesbildstelle Hamburg, Hamburg 1983.